# Sidemia discalis
Sidemia discalis là một loài bướm đêm trong họ Noctuidae.